# Aliança Democràtica (Grècia)
Aliança Democràtica (en grec: Δημοκρατική Συμμαχία; ΔΗ.ΣΥ.; Dimokratiki Symmachia; DISY) va ser un partit polític centrista liberal de Grècia. Va ser fundat el 21 de novembre de 2010 per Dora Bakoyianni, uns mesos després d'haver estat expulsada del partit de centredreta Nova Democràcia per votar a favor del préstec de la Unió Europea i el Fons Monetari Internacional per recolzar l'estabilitat financera. El congrés fundacional de DISY va tenir lloc el 27 de maig de 2011.
El partit va tenir un diputat en el Parlament Europeu (ex militant de Nova Democràcia): Theodoros Skylakakis, membre del grup Aliança dels Liberals i Demòcrates per Europa.
El 21 de maig de 2012, ND i DISY van anunciar una fusió completa de les dues organitzacions en un sol partit, un mes abans de les eleccions legislatives gregues de juny de 2012, en les quals Dora Bakoyianni va resultar electa Membre del Parlament Hel·lènic per la circumscripció nacional, a la llista de Nova Democràcia.